# Гёдеке, Карл
Карл Фридрих Людвиг Гёдеке (нем. Karl Goedeke; 15 апреля 1814, Целле, Нижняя Саксония — 27 октября 1887, Гёттинген) — немецкий прозаик, библиограф

 и литературовед.

## Биография
Сын каменщика. 
Изучал филологию и историю литературы в университете Гёттингена.
Ученик Георга Фридриха Бенеке, братьев Гримм, Георга Готфрида Гервинуса, Фридриха Кристофа Дальмана, Карла Отфрида  Мюллера. В 1837 году оставил университет в знак протеста в связи с конфликтом Гёттингенской семёрки.
Позже работал в одном из книжных магазинов Ганновера. Позже читал лекции в альма матер.
С 1873 года — профессор. Заведовал кафедрой литературы университете Гёттингена.
С 1862 года — почётный доктор философского факультета Тюбингенского университета.

## Творчество
Публиковал свои работы под псевдонимом Карл Шталь. Отличался необыкновенной плодовитостью.
К. Гёдеке наиболее известен своей работой над историей литературы (Grundrisz zur Geschichte der deutschen Dichtung (1857—1881)), её ценность признается и ныне.

## Избранные сочинения
- «König Kodrus, eine Missgeburt der Zeit» (1839, под псевдонимом Карл Шталь), комедия, написанная по поводу политического движения в Ганновере;
- «Novellen» (1840);
- «Novellenalmanach für 1841» (1842),
- «Deutschlands Dichter von 1813—1843» (1844),
- «Knigges Leben und Schriften» (1844),
- «Elf Bücher deutscher Dichtung»… (1849),
- «Edelsteine aus den neuesten Dichtern» (1851),
- «Deutsche Dichtungen im Mittelalter» (1854),
- «Pamphilus Gengenbach» (1856),
- «Grundrisz zur Geschichte der deutschen Dichtung» (1857—1881),
- «Goethe und Schiller» (1859),
- «Emanuel Geibel» (1869),
- «Goethes Leben u. Schriften» (1874) и др.

Автор нескольких биографий и ценных введений к собраниям сочинений Гёте, Шиллера, Лессинга, Книгге.
А также, критические издания немецких поэтов XVI и XVIII веков, и историко-критическое издание сочинений Шиллера.